# Brian Ong
Brian Ong, född 28 maj 1974, död 28 maj 2001, var en wrestlare från Concord, Kalifornien, som dog i samband med en träningsolycka i ringen på sin 27-årsdag.
28 maj 2001 drabbades Ong av en hjärnskakning under ett träningspass på All Pro Wrestling nybörjaranläggning i Hayward, Kalifornien, men blev uppmanad att fortsätta brottas och dog slutligen som en direkt följd av ett kastgrepp från den indiske jättebrottaren (och sedermera världsmästaren) Dalip Singh. Senare fälldes wrestlingförbundet för att inte ha skyddat Ong, vars familj blev tilldelad 1,3 miljoner dollar i skadestånd. Brian Ongs död är bara en i raden av wrestlingolyckor som slutat med döden och visat att wrestling är en underhållningsbransch med bristande säkerhet. Andra exempel på dödsfall inom wrestlingen är Owen Hart som 1999 dog i ringen efter att ha fallit över 20 meter och Chris Benoit som fick honom att ta livet av fru, barn och slutligen sig själv. Många hypoteser finns runt skälet men bristade psykiskt välmående, steroider och allvarliga hjärnskador som bidrog till sämre och sämre psykisk häsla och problem i privatlivet anses ha bidragit.